# 陕北行政区
陕北行政区、陕北行署区、陕北区是1949年5月至1950年在中国陕北地区短期设置的一个省级行署区，位于黄土高原的中心部分，包括今陕西省榆林市和延安市。

## 1947年至1948年国民政府的陕北行署
1947年5月，国民政府陕西省政府主席祝绍周为“准备恢复省政府被共产党多年分割的建制”，配合胡宗南重点进攻陕北，向国民政府呈请恢复陕北行政建制，经内政部、财政部、国防部会同审查，决定成立陕北行署。1947年8月7日，行政院正式通过了建立陕北行署组织的决议。1947年9月2日，陕西省政府会议通过了陕北行署的行政区划：除辖原第一、第二两行政督察专员公署外，增设第十一行政督察专员公署，专署设绥德县，辖绥德、清涧、延川、米脂、吴堡、安定等6县，陕西省政府委员顾希平为陕北行署主任。1947年9月17日，陕西省政府委员会议通过《陕西省政府陕北行署组织规程》，行署设在延安，以榆林、延安、绥德3个专署所辖陕北19县为其管辖区。胡宗南部队弃守延安后，陕北行署于1948年4月20日撤回西安不了了之。

## 1949年至1950年中共设立的陕北行政公署
1949年初，陕甘宁边区政府已控制除榆林和三边以外的陕北地区。此前一年已设立陕南行政区。1949年5月5日，边区政府在延安成立陕北行政公署，由此建立陕北行政区。中共陕北区党委（设于延安王家坪）、陕北军区同日成立，地方行政上的党政军三套班子完成。同时，新成立了陕北党校和新华社陕北分社。
陕北行政区管辖原陕甘宁边区的延属、绥德、榆林、三边、黄龙五个分区。同时撤销延属分区，延属专署、中共延属地委、第一军分区等机构随之撤销。当时，陕甘宁边区给予陕北行政区的中心任务是“恢复和发展生产，积极支援人民解放军，争取大西北和全国的早日解放。”
1949年5月下旬，国军第二十二军军长左协中通电投诚，中共宣告“解放榆林”，收复三边。至此，中共控制陕北全境。7月至8月间，中共陕北区党委通过陕北区党代表大会，确立陕北区以生产建设为中心的总方针和1950年的生产计划。
1950年1月，中国共产党陕西省委员会、陕西省人民政府相继在西安市成立。1月19日，陕甘宁政府撤销，陕北行政公署与陕南行政公署由陕西省人民政府领导。同年4月，根据中央政府方针，撤销陕北区党委。5月，撤销陕北行署，陕北行政区消亡。

### 党政军机构
1949年5月建立时，陕北行署主任曹力如，第一副主任李景林，第二副主任崔田夫。崔田夫亦是中共陕北行署党组代理书记。陕北行署共有14个部门和4个附属机构，归边区政府领导。
李合邦任中共陕北区党委书记，副书记李景膺。陕北军区归西北军区领导，司令员张达志，政治委员李合邦，第一副司令员牛书申，第二副司令员胡景铎。下设司令部、政治部、供给部、卫生部4个部门。